# Gera-Radweg
Der Gera-Radwanderweg ist ein 75 km langer Radwanderweg entlang der Gera.

## Streckenprofil
Von der Schmücke bis Geraberg hat der Radweg teilweise starkes Gefälle, sonst ist die Strecke recht flach auf Nebenstraßen oder befestigten Wegen und in beiden Richtungen auch gut mit Gepäck befahrbar.

## Streckenverlauf mit Sehenswürdigkeiten
Der Gera-Radwanderweg verbindet den Rennsteig-Radwanderweg mit dem Unstrut-Radweg. Die Ausschilderung zeigt ein Fahrrad über blauer Welle mit Schriftzug „Gera“.
Startpunkt ist im Thüringer Wald auf der Schmücke am Rennsteig. Zwischen Geraberg und Plaue wird die Thüringerwaldautobahn A 71 unterquert. Über Arnstadt und Erfurt (Übergang zum Radfernweg Thüringer Städtekette möglich) führt der Radweg weiter bis zu seinem Ende in Gebesee an der Unstrut.